# Bisdom Livingstone

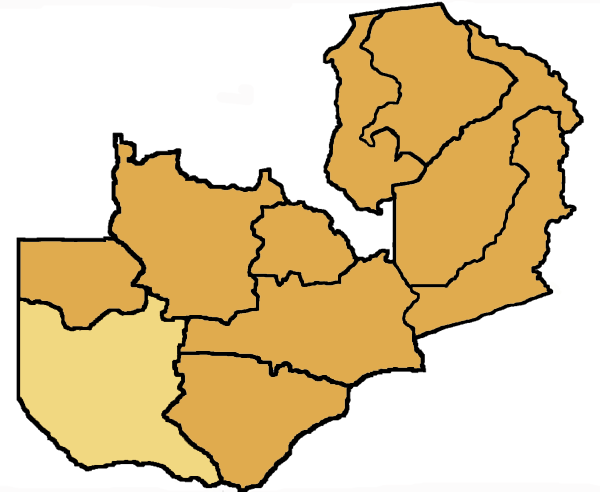
Het bisdom Livingstone omvat de provincie Western en een deel van de provincie Southern

Het bisdom Livingstone (Latijn: Dioecesis Livingstonenensis) is een rooms-katholiek bisdom met als zetel Livingstone in Zambia. Het is een suffragaan bisdom van het aartsbisdom Lusaka.
Het bisdom is ontstaan uit het apostolisch vicariaat Livingstone, opgericht in 1950. Dit werd in 1959 verheven tot een bisdom. De Ierse kapucijn Timothy Phelim O’Shea was de eerste bisschop. 
In 2019 telde het bisdom 19 parochies. Het bisdom heeft een oppervlakte van 58.200 km² en telde in 2019 449.300 inwoners waarvan 21,7% rooms-katholiek was. 

## Bisschoppen
- Timothy Phelim O’Shea, O.F.M. Cap. (1959-1974)
- Adrian Mung’andu (1974-1984)
- Raymond Mpezele (1985-2016)
- Valentine Kalumba, O.M.I. (2016-)